# Moses Bosco Anderson
Moses Bosco Anderson SSE (* 9. September 1928 in Selma; Alabama; † 1. Januar 2013 in Livonia, Michigan) war ein US-amerikanischer Geistlicher, ab 1982 Weihbischof in Detroit. Er engagierte sich besonders für die Theologie der Schwarzen (Black Theology), Kunst und Evangelisation.

## Leben
Moses Bosco Anderson, ältester von fünf Söhnen aus einer Baptisten-Familie, besuchte die Knox Academy High School in Selma. 1949 konvertierte er zum römisch-katholischen Glauben und besuchte das St. Michael’s College in Winooski, Vermont, welches er mit dem Bachelor of Arts abschloss; sein Schwerpunktfach Philosophie schloss er mit Magna cum laude ab. Anschließend besuchte er das katholische St. Edmund Seminar in Vermont. Anderson trat der Ordensgemeinschaft der Edmunditen bei und empfing am 30. Mai 1958 die Priesterweihe. 1961 erwarb er den Master in Soziologie, 1968 den in Katholischer Theologie an der Xavier University of Cincinnati.
Papst Johannes Paul II. ernannte ihn am 3. Dezember 1982 zum Weihbischof in Detroit und Titularbischof von Vatarba. Der Erzbischof von Detroit Edmund Casimir Szoka spendete ihm am 27. Januar 1983 die Bischofsweihe; Mitkonsekratoren waren Harold Robert Perry SVD, Weihbischof in New Orleans, und Arthur Henry Krawczak, Weihbischof in Detroit. Er war der erste farbige Bischof im Erzbistum Detroit.
1990 wurde er in Anerkennung seines langjährigen Engagements in Ghana ehrenhalber als Nana Kwasi Amoateng I. zum Stammeshäuptling des Aschanti-Volkes ernannt.
Seit 1992 war er Seelsorger der Gemeinde Vom Kostbaren Blut in Detroit; von 1994 bis zu seinem Eintritt in den Ruhestand leitete er die Region 1 (Detroit, Highland Park, Hamtramck, Grosse Pointe und Harper Woods) des National Black Catholic Congress.
Am 24. Oktober 2003 nahm Papst Johannes Paul II. seinen altersbedingten Rücktritt an.